# Кошаков, Григорий Михайлович
Григорий Михайлович Кошаков (12 декабря 1919, аул Тлюстенхабль, Псекупский округ, Майкопский отдел, Кубанская народная республика, РСФСР — 19 декабря 2016, Краснодар, Россия) — участник Советско-финской войны и Великой Отечественной войны, кавалер ордена Славы трёх степеней.

## Биография
Родился в крестьянской семье. Русский. Окончил 4 класса. Работал в колхозе. В Красной армии с 1939 г. Участник Советско-финской войны (1939—1940). В действующей армии в Великой Отечественной войне с июня 1941 по 9 мая 1945 г. Был трижды ранен.

## Подвиг
- Сапёр 21-го гвардейского инженерно-сапёрного батальона 274-й стрелковой дивизии, 69-я армия, 1-й Белорусский фронт гвардии рядовой Г. М. Кошаков при форсировании р. Висла в районе деревни Застув-Кормиска (Польша) 30.7.1944 г. на пароме из лодок «А-3» под огнём противника совершил с бойцами 8 рейсов, доставив на левый берег 50 солдат и офицеров,9 пушек, 14 лошадей, и 147 ящиков с боеприпасами. Приказом командира 274-й Ярцевской стрелковой дивизии генерал-майора Шульги В. П.[2] 2.8.1944 г. награждён орденом Славы III степени.
- В ночь на 13.01.1945 г. в районе населённого пункта Войшиньске (Польша) сапёр 21-го гвардейского инженерно-сапёрного батальона Г. М. Кошаков под огнём противника успешно проделал проходы в минном поле для стрелковых подразделений 134-й стрелковой дивизии. Обнаружил и обезвредил 10 противопехотных 5 противотанковых мин. 15 февраля 1945 года приказом командующего 69-й армии генерал-полковника Колпакчи В. Я. награждён орденом Славы II степени.
- Командир сапёрного отделения 21-го гвардейского инженерно-сапёрного батальона 35-й инженерно-сапёрной бригады ефрейтор Г. М. Кошаков во время прорыва обороны противника близ города Лебус (Германия) 17 апреля 1945 года под огнём врага расчистил для танков проходы в минных полях, лично обезвредив при этом 37 противотанковых и 18 противопехотных мин, проявил мужество и бесстрашие.Указом Президиума Верховного Совета СССР 31.5.1945 г. награждён орденом Славы I степени.

Этим же Указом полными кавалерами ордена Славы стали его боевые друзья П. Е. Долматов, Е. И. Батенёв, А. М. Лебедев. Награды были вручены 30 ноября 1945 г.
В 1945 г. старшина Г. М. Кошаков демобилизовался. Жил и работал в Краснодаре. Трудился машинистом насосной станции. Работал на станкостроительном заводе имени Седина в Краснодаре. Почётный гражданин города Адыгейск. Одна из улиц носит его имя. Принимал активное участие в военно-патриотическом воспитании молодёжи.

## Награды и звания
- Орден Отечественной войны I степени (1985)[4]
- Орден Славы 1-й степени (31.5.1945)[5]
- Орден Славы 2-й степени (25.2.1945)[6]
- Орден Славы 3-й степени (2.8.1944)[7]
- Медаль За отвагу (12.10.1944)[8]
- Юбилейная медаль «50 лет Победы в Великой Отечественной войне 1941—1945 гг.»;
- Юбилейная медаль «60 лет Победы в Великой Отечественной войне 1941—1945 гг.»;
- юбилейная медаль «30 лет Советской Армии и Флота»
- юбилейная медаль «40 лет Вооружённых Сил СССР»
- Памятная медаль Краснодарского края «За выдающийся вклад в развитие Кубани»
- Почётный гражданин города Адыгейска

## Память
В г. Адыгейск установлен бюст.
- На могиле установлен памятник.